# متوسط توان سی‌پی‌یو
| ACP   | TDP   |
| ----- | ----- |
| 40 W  | 60 W  |
| 55 W  | 79 W  |
| 75 W  | 115 W |
| 105 W | 137 W |

متوسط توان سی‌پی‌یو (ACP)، طرحی برای توصیف مصرف انرژی واحدهای پردازش مرکزی جدید تحت «متوسط» استفاده روزانه، به ویژه پردازنده‌های سرور است، طرح رتبه‌بندی توسط ای‌ام‌دی برای استفاده در خط پردازنده‌های آن تعریف شده‌است. مبتنی‌بر ریزمعماری K10 (پردازنده‌های سری اوبترون ۸۳۰۰ و ۲۳۰۰). این رتبه‌بندی شبیه به توان طراحی گرمایی اینتل (TDP) است که از پردازنده‌های پنتیوم و دوهسته‌ای استفاده می‌شود و میزان انرژی مصرفی حجم‌کاری زیاد را اندازه می‌گیرد، که در عدد کمی پایین‌تر از مقدار TDP همان پردازنده است.
ای‌ام‌دی ادعا می‌کند که امتیاز ای‌پی‌سی شامل مصرف توان هنگام اجرای چندین محک، از جمله تی‌سی‌پی-سی،  SPECcpu2006 ،  SPECjbb2005  و محک استریم (پهنای‌باند حافظه)، که ای‌ام‌دی گفته‌است روش بهتری است اندازه‌گیری مصرف توان برای مراکز داده و سرور محیط‌هایی با حجم‌کاری فشرده. ای‌ام‌دی گفته‌است که مقادیر ای‌سی‌پی و تی‌دی‌پی پردازنده‌ها هم‌زیست خواهند بود و جایگزین دیگری نمی‌شوند. تمام محصولات سرور دو شکل توان را خواهند دید از پردازنده با اسم مستعار سرور بارسلونا به بعد شروع می‌شود.